# Línea 16 (EMTUSA Gijón)
La línea 16 de EMTUSA conecta la parroquia de Vega con la estación de ferrocarril en la ciudad asturiana de Gijón, en España. Se identifica con el color marrón.

## Historia
El 13 de julio de 1962 el Ministerio de Obras Públicas concede a Luis González Blanco la operación de una línea entre Gijón y Vega, donde se había construido el poblado de La Camocha para los trabajadores de dicha mina. Pocos años más tarde la línea es adquirida por TUNISA, empresa previa a EMTUSA. En 1997 la línea se expande hasta El Musel. En 2009 se reforma ligeramente, dando servicio a promociones urbanísticas en Vega y desviándose al Hospital de Jove. En 2010 el trazado se modifica considerablemente, se elimina la cabecera en El Musel y se acorta hasta la playa de Poniente, el recorrido se desvía de la carretera de Ceares y atraviesa el barrio de Viesques. En 2011 la línea cambia de cabecera a la nueva estación de Gijón-Sanz Crespo.

## Pasajeros
La línea fue usada por 756.160 pasajeros en 2019, lo que la convierte en la novena línea por volumen de viajeros de la ciudad.

## Recorrido

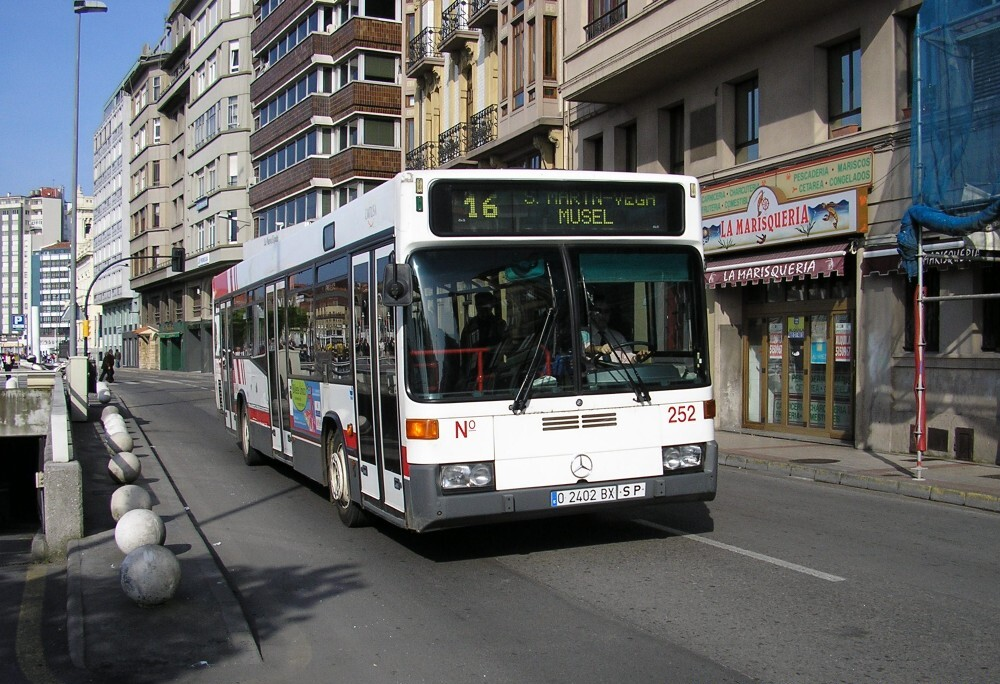
Autobús Mercedes-Benz haciendo el recorrido hasta El Musel en 2006

La línea 16 tiene la peculiaridad de ser la única línea con un trazado considerablemente norte-sur (el resto de líneas suele ser oeste-este). También destaca por penetrar considerablemente en la zona rural del concejo.
| Línea 16 Vega - Estación Ferrocarril | Línea 16 Vega - Estación Ferrocarril | Línea 16 Vega - Estación Ferrocarril             |
| Barrio                               | Calle                                | Características                                  |
| ------------------------------------ | ------------------------------------ | ------------------------------------------------ |
| Vega                                 | Lampisteros                          | Comienzo de la línea en el poblado de La Camocha |
| Vega                                 | Vagoneros                            |                                                  |
| Vega                                 | Posteadores                          |                                                  |
| Vega                                 | Camineros                            |                                                  |
| Vega                                 | Barrenistas                          |                                                  |
| Vega                                 | Lavandera                            |                                                  |
| Vega                                 | Camino de la Escuela                 |                                                  |
| Vega                                 | Vega Abajo                           |                                                  |
| Vega                                 | Iglesia                              |                                                  |
| Vega                                 | Avenida de la Camocha                |                                                  |
| Granda                               | Carretera de Gijón a Pola de Siero   |                                                  |
| Contrueces                           | Carretera de Ceares                  |                                                  |
| Ceares                               | Carretera de la Coría                |                                                  |
| Viesques                             | Mar Cantábrico                       |                                                  |
| Viesques                             | Daniel Palacio                       |                                                  |
| El Coto                              | Leopoldo Alas                        |                                                  |
| El Coto                              | Calle Balmes                         |                                                  |
| Ceares                               | Cienfuegos                           |                                                  |
| Ceares                               | Francisco de Paula Jovellanos        |                                                  |
| Ceares                               | Avenida del Llano                    |                                                  |
| El Centro                            | Avenida de la Costa                  |                                                  |
| El Centro                            | Calle Llanes                         |                                                  |
| Laviada                              | Sanz Crespo                          |                                                  |
| Laviada                              | Carlos Marx                          | Fin de la línea en las cercanías de la estación. |

## Flota
La línea es operada por 4 autobuses IVECO con carrocería Castrosua adquirido a finales de 2017.